# Оливера, Максимильяно
Максимилья́но Марти́н Оливе́ра де Андре́а (исп. Maximiliano Martín Olivera de Andrea, известный также как Макси Оливера; 5 марта 1992, Монтевидео) — уругвайский футболист, защитник клуба «Хуарес».

## Биография
Макси Оливера стал игроком детской школы «Монтевидео Уондерерс» в возрасте 12 лет. На профессиональном уровне он начал карьеру в 2010 году в составе своего родного клуба. Постепенно, особенно с третьего сезона, Оливера стал твёрдым игроком основы «странников». В сезоне 2013/14 Макси помог своей команде выиграть Клаусуру, но в матчах за титул «Уондерерс» уступили «Данубио», став вице-чемпионами страны. Макси отыграл за «Монтевидео Уондерерс» ещё полтора сезона. 4 февраля 2016 года он стал игроком «Пеньяроля».
За оставшуюся часть чемпионата 2015/16 Оливера сыграл в 13 матчах Клаусуры, а также в финальном матче за титул. В нём «Пеньяроль» на правах победителя Апертуры играл с победителем Клаусуры «Пласой Колонией» и одержал победу в дополнительное время. Основное время закончилось 1:1. «Золотой гол» на свой счёт записал Макси Оливера, поразивший ворота соперников на 109-й минуте. Спустя две минуты окончательный счёт 3:1 установил Маурисио Аффонсо. Таким образом, Оливера впервые стал чемпионом Уругвая, а «Пеньяролю» помог завоевать свой 50-й титул победителей первенства страны.

## Титулы
- Чемпион Уругвая: 2015/16
- Вице-чемпион Уругвая: 2013/14
- Чемпион Парагвая: Клаусура 2019